# Enrico I di Gheldria
Enrico di Gheldria in francese: Henri Ier de Gueldre (1115 circa – 1182) fu conte di Gheldria, dal 1131 circa e conte di Zutphen, dal 1138 circa fino alla sua morte.

## Origine
Secondo il Kronijk van Arent toe Bocop Enrico era il figlio maschio del conte di Gheldria, Gerardo II e della contessa di Zutphen, Ermengarda, come è confermato dalla Historia sive notitia episcopatus Daventriensis.
Come attesta il documento n° 274, del 1112, Gerardo II di Gheldria era il figlio maschio del conte di Gheldria, Gerardo di Wassenberg (Comes Gerhardus et filius eius Gerhardus) e di Clemenza d'Aquitania, che, sia secondo Le cartulaire de Marcigny-sur-Loire 1045-1144 (non consultato), sia secondo La comtesse Reine di Ad. Fabri era discendente dai conti di Poitiers e duchi 'Aquitania, figlia di Pierre-Guillaume VII, duca d'Aquitania e conte di Poitiers e della moglie, che, secondo il Chronicon sancti Maxentii Pictavensis, Chroniques des Eglises d'Anjou, era Ermesinda.
Ermengarda, secondo la Historia sive notitia episcopatus Daventriensis, era figlia del conte di Zutphen, Ottone II e della moglie Giuditta d'Arnstein (domini Ottonis comitis patris sui et matris suæ Judithæ), figlia del conte Ludovico d'Arnstein.

## Biografia
Non si conosce la data esatta della morte del nonno, Gerardo di Wassenberg, per cui, il conte Gerardo (Gerhardus comes de Gelre), sempre come testimone dell'arcivescovo Federico, citato nel documento n° 307 del Urkundenbuch für die Geschichte des Niederrheins, Band I potrebbe essere sia il nonno che il padre, Gerardo II.
Comunque Gerardo II morì dopo tale data e secondo il Ooorkondenboek der graafschappens Gelre en Zutfen, Eerste gedeelte (non consultato) riporta la morte il 24 ottobre 1131; gli storici hanno sollevato il dubbio che quella data potesse riferirsi al nonno, anche lui Gerardo (Gerardo di Wassenberg). Comunque Gerardo II, nel 1134 era già morto, come ci viene confermato dalla Historia sive notitia episcopatus Daventriensis, che ci informa di una donazione fatta dalla sua vedova, la madre di Enrico, Ermengarda (Domina Ermengardis comitissa), in suffragio all'anima di Gerardo II (pro salute animae mariti sui Gerardi).
Enrico succedette a Gerardo II, come Enrico I, come ci viene confermato dal Kronijk van Arent toe Bocop.
Dopo essere rimasta vedova, sua madre, Ermengarda, prima del 1134, si sposò, in seconde nozze, con il conte di Lussemburgo, Corrado II, come ci viene confermato da un documento, datato 1134, della Historia sive notitia episcopatus Daventriensis (cum marito suo Cunrado comite de Lucelenburg); il secondo matrimonio di Ermengarda è confermato anche da La formation territoriale des principautés belges au moyen-âge (Brussels), Vol. II.
Ermengarda rimase vedova una seconda volta, nel 1136; La formation territoriale des principautés belges au moyen-âge (Brussels), Vol. II ci informa che Ermengarda rimase vedova di Corrado nel 1136.
La data esatta della morte di Ermengarda non ci è nota, ma fu non molto tempo dopo il secondo marito, ed Enrico succedette alla madre nella Contea di Zutphen, che fu annessa alla contea di Gheldria.
Enrico compare come testimone (comes Heinricus de Gelra), nel documento n° 343 del Urkundenbuch für die Geschichte des Niederrheins, Band I, datato 14 settembre 1141, del re dei Romani, Corrado III di Svevia (Cunradus divins favente clementia romanorum rex).
Enrico compare come testimone nel documento n° 463 del Urkundenbuch für die Geschichte des Niederrheins, Band I, di incerta datazione compreso tra il 1167 ed il 1177, assieme al figlio primogenito, Gerardo (Henricus comes de Gelre et filius eius Gerardus), inerente ad una garanzia fatta dall'arcivescovo di Colonia, Philipp von Heinsberg al monastero di Bedburg.
Enrico morì nel 1182 e fu sepolto nell'abbazia di Kamp.
Dato che il figlio primogenito, Gerardo era morto, all'inizio di quello stesso anno, senza discendenza, gli succedette il figlio secondogenito, Ottone come Ottone I, come ci viene confermato dal Gisleberti Chronicon Hanoniense, che lo cita conte di Gheldria (Ottonis comitis de Gelhra), nel 1185.

## Matrimonio e discendenza
Enrico, nel 1035 circa, aveva sposato Agnese d'Arnstein, come conferma anche la Vita Lodewici comitis de Arnstein, riportando che una sorella del conte d'Arnstein, si sposò nella Contea di Zutphen (in Sutpheniensem transiit comitiam), senza precisare il nome, riportando che era la settima sorella del conte Ludovico, quindi una discendente degli Arnstein.
Enrico da Agnese ebbe cinque figli:
- Gerardo (1140 - † 1181), Conte di Boulogne, come viene riportato dagli Annales Egmundani[17];
- Ottone ( † 1207), conte di Gheldria, come da documento n° 513 del Urkundenbuch für die Geschichte des Niederrheins, Band I[18];
- Agnese ( † dopo il 1186), che sposò Enrico, conte di Lussemburgo e di Namur, sia secondo la Chronica Albrici Monachi Trium Fontium, che il Gisleberti Chronicon Hanoniense[19][20];
- Adelaide ( † dopo il 1213), che sposò Gerardo II Conte di Loos, come ci viene confermato dal documento n° CXXIV delle Chartes de l’abbaye de Saint-Hubert en Ardenne[21];
- Margherita ( † dopo il 1213), che sposò Engelberto I, conte di Berg, come ci viene confermato dalla Chronica Albrici Monachi Trium Fontium[22].

## Ascendenza
|                             |                             |                              | Genitori                 |  |  | Nonni |  |  | Bisnonni          |  |  | Trisnonni       |  |
|                             |                             |                              |                          |  |  |       |  |  | Teodorico flamens |  |  | Gerardo flamens |  |
|                             |                             |                              |                          |  |  |       |  |  | Teodorico flamens |  |  | Gerardo flamens |  |
|                             |                             | …                            |                          |  |  |       |  |  | Teodorico flamens |  |  |                 |  |
| Gerardo I di Gheldria       |                             |                              |                          |  |  |       |  |  | Teodorico flamens |  |  |                 |  |
|                             |                             | …                            | …                        |  |  |       |  |  |                   |  |  |                 |  |
|                             |                             | …                            | …                        |  |  |       |  |  |                   |  |  |                 |  |
|                             |                             | …                            | …                        |  |  |       |  |  |                   |  |  |                 |  |
| Gerardo II di Gheldria      |                             | …                            |                          |  |  |       |  |  |                   |  |  |                 |  |
|                             |                             | Guglielmo VII di Aquitania   | Guglielmo V di Aquitania |  |  |       |  |  |                   |  |  |                 |  |
|                             |                             | Guglielmo VII di Aquitania   | Guglielmo V di Aquitania |  |  |       |  |  |                   |  |  |                 |  |
|                             |                             | Guglielmo VII di Aquitania   | Agnese di Borgogna       |  |  |       |  |  |                   |  |  |                 |  |
| Clemenza d'Aquitania        |                             | Guglielmo VII di Aquitania   |                          |  |  |       |  |  |                   |  |  |                 |  |
|                             |                             | Ermesinda di Lotaringia      | …                        |  |  |       |  |  |                   |  |  |                 |  |
|                             |                             | Ermesinda di Lotaringia      | …                        |  |  |       |  |  |                   |  |  |                 |  |
|                             |                             | Ermesinda di Lotaringia      | …                        |  |  |       |  |  |                   |  |  |                 |  |
| Enrico I di Gheldria        |                             | Ermesinda di Lotaringia      |                          |  |  |       |  |  |                   |  |  |                 |  |
|                             | Gottschalk, conte di Twente | …                            |                          |  |  |       |  |  |                   |  |  |                 |  |
|                             | Gottschalk, conte di Twente | …                            |                          |  |  |       |  |  |                   |  |  |                 |  |
|                             | Gottschalk, conte di Twente | …                            |                          |  |  |       |  |  |                   |  |  |                 |  |
| Ottone II, conte di Zutphen | Gottschalk, conte di Twente |                              |                          |  |  |       |  |  |                   |  |  |                 |  |
|                             |                             | Adelaide di Zutphen          | …                        |  |  |       |  |  |                   |  |  |                 |  |
|                             |                             | Adelaide di Zutphen          | …                        |  |  |       |  |  |                   |  |  |                 |  |
|                             |                             | Adelaide di Zutphen          | …                        |  |  |       |  |  |                   |  |  |                 |  |
| Ermengarda di Zutphen       |                             | Adelaide di Zutphen          |                          |  |  |       |  |  |                   |  |  |                 |  |
|                             |                             | Ludovico I, conte d'Arnstein | …                        |  |  |       |  |  |                   |  |  |                 |  |
|                             |                             | Ludovico I, conte d'Arnstein | …                        |  |  |       |  |  |                   |  |  |                 |  |
|                             |                             | Ludovico I, conte d'Arnstein | …                        |  |  |       |  |  |                   |  |  |                 |  |
| Giuditta d'Arnstein         |                             | Ludovico I, conte d'Arnstein |                          |  |  |       |  |  |                   |  |  |                 |  |
|                             |                             | Uta di Zutphen               | …                        |  |  |       |  |  |                   |  |  |                 |  |
|                             |                             | Uta di Zutphen               | …                        |  |  |       |  |  |                   |  |  |                 |  |
|                             |                             | Uta di Zutphen               | …                        |  |  |       |  |  |                   |  |  |                 |  |
|                             |                             | Uta di Zutphen               |                          |  |  |       |  |  |                   |  |  |                 |  |

### Fonti primarie
- (LA)  Chronicon Santi Maxentii Pictavinis, Chroniques des Eglises d´Anjou.
- (LA)  Fontes rerum Germanicarum III.
- (LA)  Chartes de l'Abbaye de Saint-Hubert en Ardenne.
- (LA)  Monumenta Germaniae Historica, tomus XVI.
- (LA)  Monumenta Germaniae Historica, Scriptorum, Tomus XXIII
- (LA)  Monumenta Germaniae Historica, Scriptores, tomus XXI.
- (LA)  #ES Historia sive notitia Episcopatus Daventriensis.
- (LA)  Urkundenbuch für die Geschichte des Niederrheins, Band I.
- (LA)  Kronijk van Arent toe Bocop.

### Letteratura storiografica
- (FR)  Histoire généalogique de la maison royale de Dreux (Paris), Luxembourg.
- (FR)  Fabri ´La comtesse Reine´.